# 18.ª División Volksgrenadier
La 18.ª División Volksgrenadier (18. Volksgrenadier-Division; 18. VGD) fue una división volksgrenadier del ejército alemán (Heer) durante la Segunda Guerra Mundial, activa desde 1944 hasta 1945.
La división se formó en Dinamarca, en septiembre de 1944, al volver a designar la 571. Volksgrenadier-Division. Bajo el mando de Günther Hoffmann-Schönborn, la nueva división absorbió elementos de la 18.ª División de Campaña de la Luftwaffe. Contenía los regimientos de granaderos 293.º, 294.º y 295.º, el Panzerjäger-Bataillon 1818, el Pionier-Bataillon 1818, el Füsilier-Bataillon 1818 y el Artillerie-Regiment 1818.
La división luchó en las Ardenas, infligiendo a la 106.ª División de Infantería de Estados Unidos la peor derrota sufrida por las fuerzas estadounidenses en el teatro europeo, cuando más de 8000 soldados estadounidenses se rindieron a los volksgrenadiers. El 21 de diciembre la 18. VGD capturó Sankt Vith, obteniendo una gran victoria. Cuando la ofensiva llegó a su fin en las Ardenas, la división se puso a la defensiva y allí permanecieron. Finalmente se retiró a través de Alemania hasta el final de la guerra, cuando se rindió. El 5 de febrero de 1945, el general Walter Botsch asumió el mando de la división. El 6 de marzo de 1945, cuando se ordenó a Botsch que tomara el mando del LIII Cuerpo de Ejército, la 18.ª División VGD fue absorbida por la 26.ª VGD dirigida por Heinz Kokott, cuñado de Heinrich Himmler.

## Premiados con la Cruz de Caballero
- Wilhelm Drueke - 30 de diciembre de 1944
- Gunther Rennhack - 30 de diciembre de 1944
- Friedrich Hadenfeldt - 17 de marzo de 1945